# Transports Publics du Chablais
| tpc Bahnstrecken      | tpc Bahnstrecken |
| --------------------- | --- |
|                       | |
|                       | |
| Streckennummer (BAV): | 123 (Aigle–Le Sépey) 124 (Le Sépey–Les Diablerets) 125 (Aigle–Leysin-Grand-Hôtel) 127 (Bex–Villars-sur-Ollon) 128 (Villars-sur-Ollon–Col-de-Bretaye) 129 (Aigle–Ollon–Monthey) 130 (Monthey–Champéry) |
| Fahrplanfeld:         | 124, 125, 126, 127 |
| Streckenlänge:        | 70 km |
| Spurweite:            | 1000 mm (Meterspur) |
| Stromsystem:          | AL, ASD und AOMC 1500 V, BVB 750 V = |
| Zahnstangensystem:    | Abt |
|                       | |

Die Transports Publics du Chablais, abgekürzt TPC, betreiben mehrere meterspurige Eisenbahnstrecken sowie Autobuslinien im Chablais in den Schweizer Kantonen Waadt und Wallis. Sie entstanden 1999 aus der Fusion von vier Eisenbahngesellschaften. Unternehmenssitz ist Aigle.

## Vorgängergesellschaften und ihre Bahnstrecken
Das Streckennetz der TPC besteht aus vier Bahnstrecken, von denen drei miteinander im Bahnhof Aigle verbunden sind. Jede Vorgängergesellschaft betrieb vor der Fusion jeweils eine der vier Strecken. Sämtliche vier Bahnstrecken werden seit der Eröffnung elektrisch betrieben, drei davon abschnittweise als Zahnradbahn.

### Aigle–Leysin

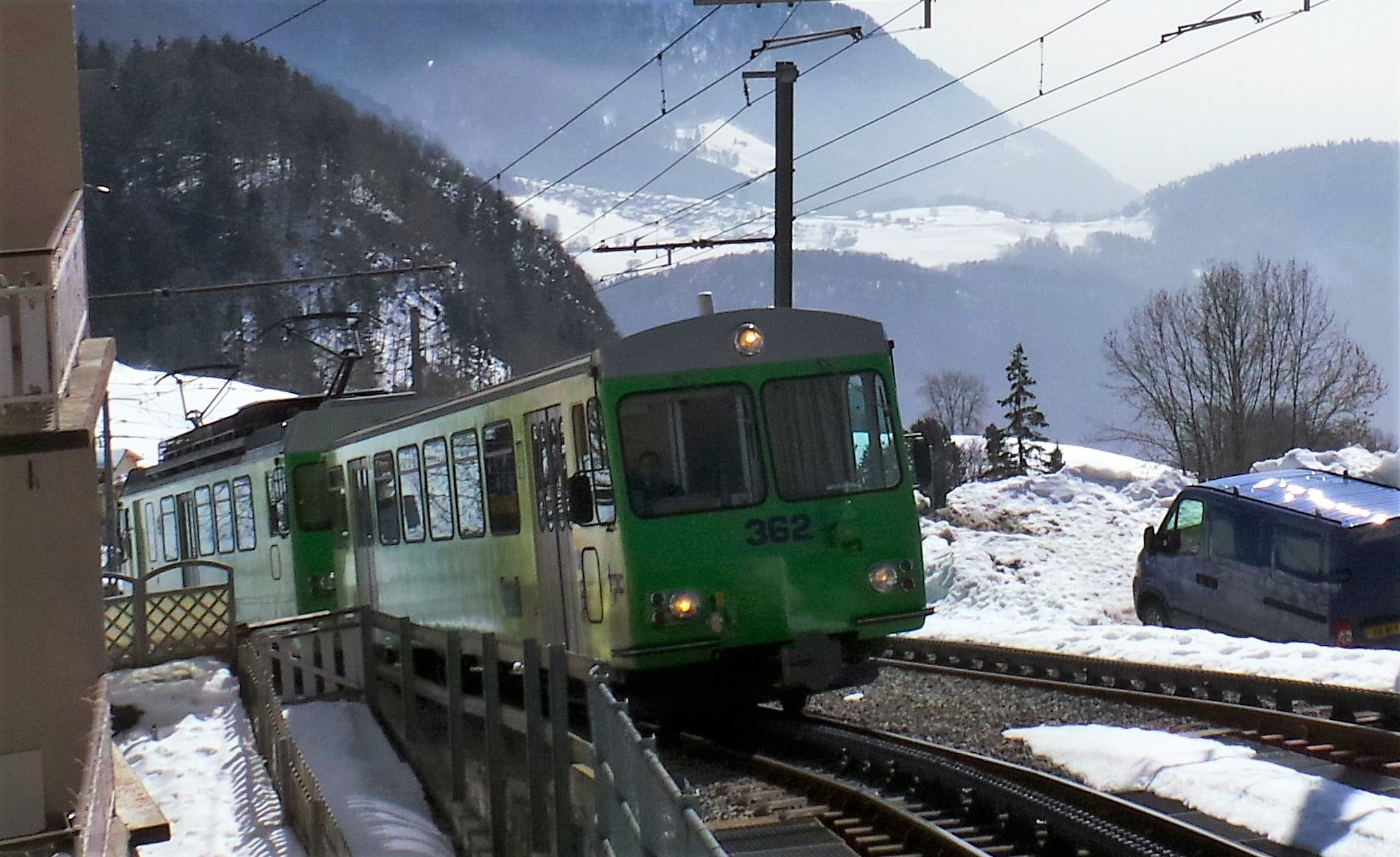
Einfahrt eines Zuges Aigle–Leysin in Versmont

1900 bis 1916 eröffnete die Chemin de fer Aigle–Leysin (AL) ihre 6,2 Kilometer lange Strecke, von der 5,3 Kilometer mit Zahnstange System Abt ausgestattet ist. Die Eröffnung der Zahnradbahn führte zu einem starken Aufschwung des Luftkurorts Leysin.
1946 wurde das Rollmaterial modernisiert und die Fahrleitungsspannung an die benachbarte Chemin de fer Aigle–Sépey–Diablerets (ASD) angepasst. Seither kommen Triebwagen mit gemischtem Adhäsions- und Zahnradantrieb zum Einsatz, die seit 1965 auf der benachbarten ASD verkehren können. Die Züge der Linie verkehren unter der Bezeichnung R70.
Ab 2030 soll die Bahn unterirdisch durch das Zentrum von Leysin verkehren und zur Talstation der Luftseilbahn auf die Berneuse verlängert werden.

### Aigle–Ollon–Monthey–Champéry

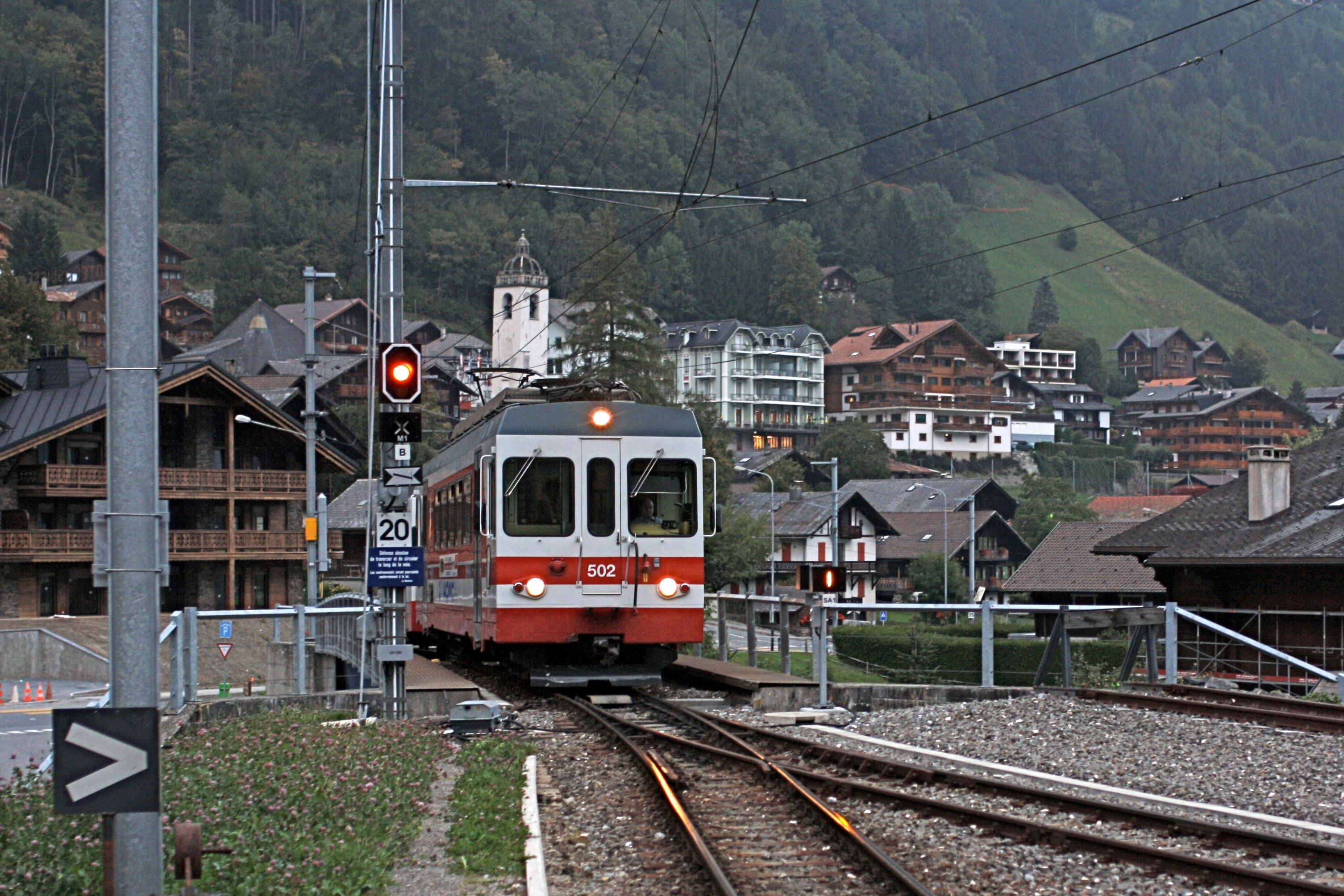
BDeh 4/4 bei der Einfahrt in den Bahnhof Champéry im Jahr 2009

Die Chemin de fer Aigle–Ollon–Monthey–Champéry (AOMC) führt als Adhäsionsbahn von Aigle durch die Rhoneebene nach Monthey und von dort mit gemischtem Adhäsions- und Zahnradbetrieb nach Champéry. Sie entstand 1946 aus der Fusion der 1907 eröffneten Chemin de fer électrique Aigle–Ollon–Monthey (AOM) mit der 1909 eröffneten Chemin de fer Monthey–Champéry–Morgins (MCM).
Die 23,4 Kilometer lange Bahnstrecke wurde bei der Betriebsaufnahme mit 750 Volt Gleichstrom betrieben. Sie weist drei zusammen 3,7 Kilometer lange Zahnstangenabschnitte mit bis zu 135 Promille Steigung auf.
2016 wurden die Zahnstangenabschnitte erneuert und das bisherige Zahnstangensystem Strub durch eine Abt-Zahnstange ersetzt. Die Fahrleitungsspannung wurde auf 1500 Volt erhöht. Seither besitzen die ab Aigle verkehrenden Strecken der TPC das gleiche Zahnstangensystem und die gleiche Spannung.
Die Züge der Linie verkehren unter der Bezeichnung R72.

### Aigle–Sépey–Diablerets

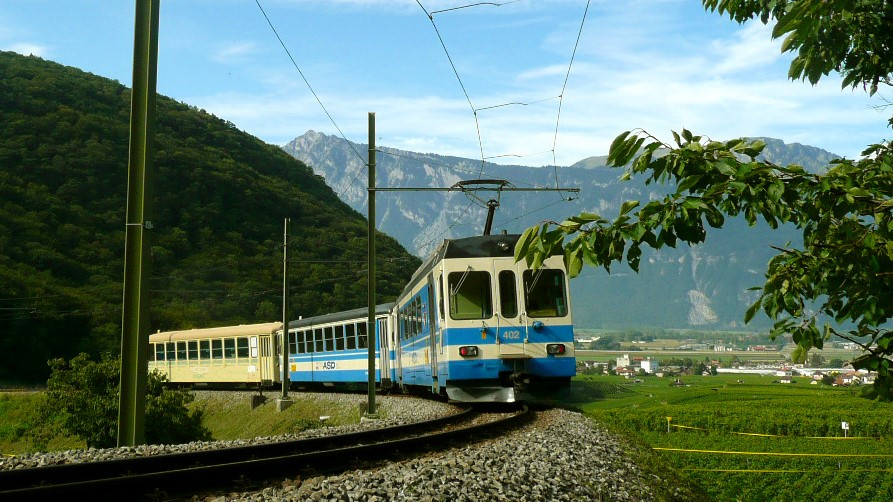
Linie nach Les Diablerets oberhalb von Aigle

Die 23,3 Kilometer lange Strecke ist eine reine Adhäsionsbahn und führt von Aigle über Le Sépey nach Les Diablerets. Sie wurde 1913/14 von der Chemin de fer Aigle–Sépey–Diablerets (ASD) in Betrieb genommen. Der kurz danach ausgebrochene Erste Weltkrieg und die anschliessende Weltwirtschaftskrise führten das Unternehmen in finanzielle Schwierigkeiten.
1940 zerstörte ein Brand im Depot Aigle einen Grossteil des Rollmaterials. Auch in der Zeit nach dem Zweiten Weltkrieg war die ASD mehrmals von der Einstellung bedroht. Sie überlebte nur dank eines starken Engagements der erschlossenen Talschaft.
Nach der Fusion zu den TPC modernisierte die neue Besitzerin die Infrastruktur der Bahnstrecke.
Die Züge der Linie verkehren unter der Bezeichnung R71.

### Bex–Villars–Bretaye

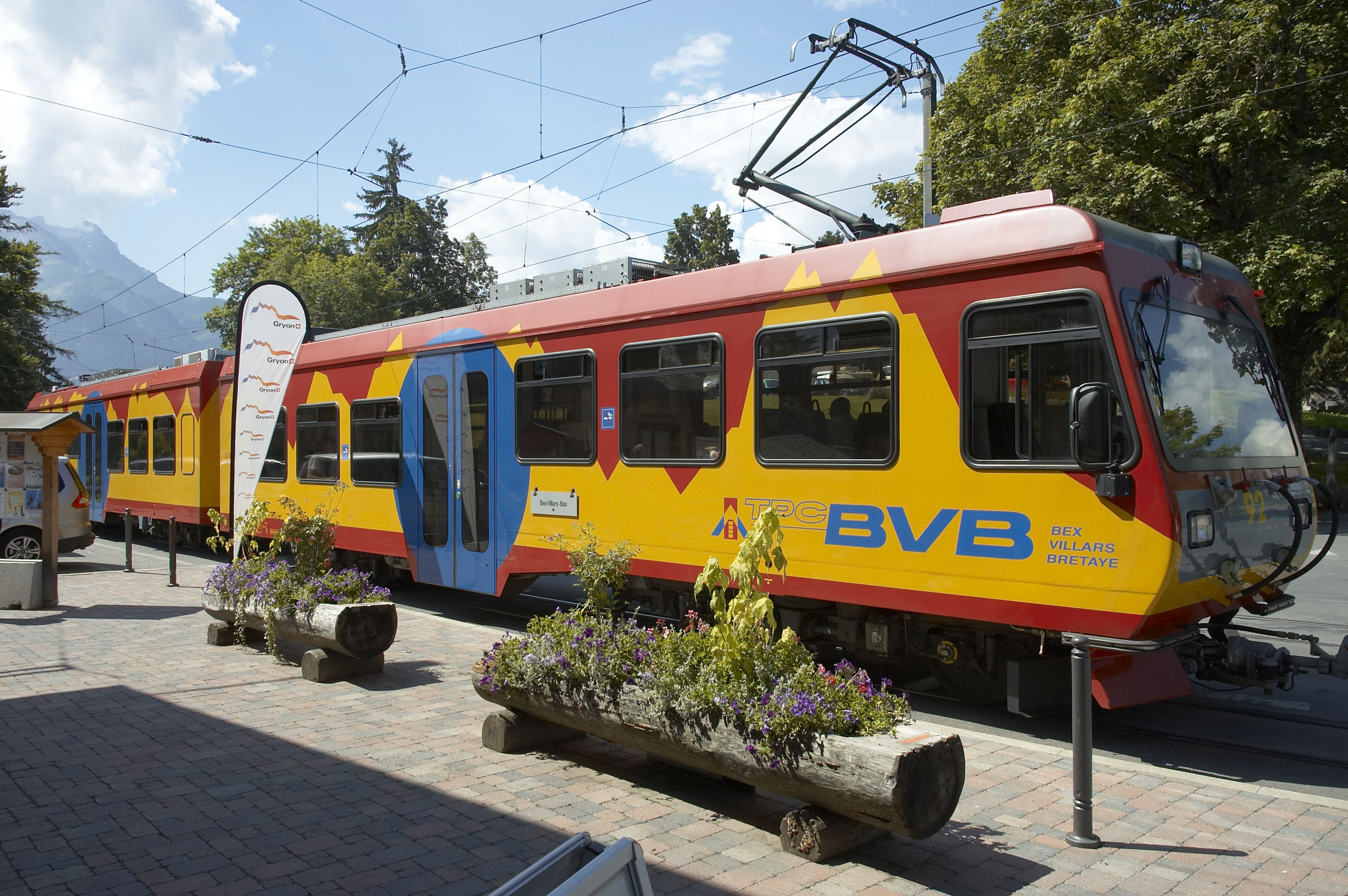
Triebzug Beh 4/8 von Bex nach Villars in La Barboleuse

Die 12,4 Kilometer lange Strecke von Bex nach Villars-sur-Ollon mit gemischten Adhäsions- und Zahnradbetrieb wurde 1898 bis 1901 von der Chemin de fer électrique Bex–Gryon–Villars (BGV) dem Betrieb übergeben. 1913 eröffnete die Chemin de fer Villars–Bretaye (VB) die 4,7 Kilometer lange Fortsetzung auf den Col de Bretaye, die als reine Zahnradbahn betrieben wird. Villars hatte sich mit der Bahnerschliessung 1898 zu einer gefragten Tourismusdestination entwickelt. Mit dem Ausbruch des Ersten Weltkrieges gerieten die beiden Unternehmen in eine Krise.
1942 schlossen sich die beiden Bahnen zu der Chemin de fer Bex–Villars–Bretaye (BVB) zusammen. Trotz der Fusion gab es keine durchgehenden Züge und es musste weiterhin in Villars umgestiegen werden. Eine Besonderheit der BVB war der Strassenbahnbetrieb Bex–Bévieux und Gryon–Villars–Chesières. 1963 wurde der Betrieb auf dem Teilstück Villars–Chesières eingestellt.
Um die Jahrtausende nahmen die TPC drei neue Zahnradtriebwagen Beh 4/8 in Betrieb, um das Rollmaterial aus den 1940er Jahren zu ersetzen. Seit 2021 verkehren die Züge durchgehend von Bex auf den Col de Bretaye.
Die Züge der Linie verkehren unter der Bezeichnung R74.

## Geschichte der TPC
Wie bereits erwähnt entstanden die Transports Publics du Chablais 1999 aus der Fusion von vier Waadtländer Meterspurbahnen, die teilweise wiederum aus dem Zusammenschluss von Vorgängerunternehmen entstanden (Datum: Eröffnung oder Fusion):
|                           |                           |                           |                           |                                   |                                   |                                   |                                   |                                             |                                             |                                             |                                             |                                              |                                             |                                        |                                        |                                        |                                        |                                        |                                        | Bex–Gryon–Villars BGV, 10.9.1898            |                                             |                                             |                                             |                                             |                                             |                                   |                                   |                                   |                                   |                                |                                |                                |                                |  |  |  |  |  |  |  |  |  |  |  |  |  |  |  |  |  |  |  |  |  |  |  |  |
|                           |                           |                           |                           |                                   |                                   |                                   |                                   |                                             |                                             |                                             |                                             |                                              |                                             |                                        |                                        |                                        |                                        |                                        |                                        |                                             |                                             |                                             |                                             |                                             |                                             |                                   |                                   |                                   |                                   |                                |                                |                                |                                |  |  |  |  |  |  |  |  |  |  |  |  |  |  |  |  |  |  |  |  |  |  |  |  |
|                           |                           |                           |                           | Aigle–Ollon–Monthey AOM, 2.4.1907 | Aigle–Ollon–Monthey AOM, 2.4.1907 | Aigle–Ollon–Monthey AOM, 2.4.1907 | Aigle–Ollon–Monthey AOM, 2.4.1907 | Aigle–Ollon–Monthey AOM, 2.4.1907           | Aigle–Ollon–Monthey AOM, 2.4.1907           |                                             |                                             | Monthey–Champéry–Morgins MCM, 1.2.1908       | Monthey–Champéry–Morgins MCM, 1.2.1908      | Monthey–Champéry–Morgins MCM, 1.2.1908 | Monthey–Champéry–Morgins MCM, 1.2.1908 | Monthey–Champéry–Morgins MCM, 1.2.1908 | Monthey–Champéry–Morgins MCM, 1.2.1908 |                                        |                                        | Bex–Gryon–Villars–Chesières BGVC, 12.8.1906 | Bex–Gryon–Villars–Chesières BGVC, 12.8.1906 | Bex–Gryon–Villars–Chesières BGVC, 12.8.1906 | Bex–Gryon–Villars–Chesières BGVC, 12.8.1906 | Bex–Gryon–Villars–Chesières BGVC, 12.8.1906 | Bex–Gryon–Villars–Chesières BGVC, 12.8.1906 |                                   |                                   | Villars–Bretaye VB, 18.12.1913    | Villars–Bretaye VB, 18.12.1913    | Villars–Bretaye VB, 18.12.1913 | Villars–Bretaye VB, 18.12.1913 | Villars–Bretaye VB, 18.12.1913 | Villars–Bretaye VB, 18.12.1913 |  |  |  |  |  |  |  |  |  |  |  |  |  |  |  |  |  |  |  |  |  |  |  |  |
|                           |                           |                           |                           | Aigle–Ollon–Monthey AOM, 2.4.1907 | Aigle–Ollon–Monthey AOM, 2.4.1907 | Aigle–Ollon–Monthey AOM, 2.4.1907 | Aigle–Ollon–Monthey AOM, 2.4.1907 | Aigle–Ollon–Monthey AOM, 2.4.1907           | Aigle–Ollon–Monthey AOM, 2.4.1907           |                                             |                                             | Monthey–Champéry–Morgins MCM, 1.2.1908       | Monthey–Champéry–Morgins MCM, 1.2.1908      | Monthey–Champéry–Morgins MCM, 1.2.1908 | Monthey–Champéry–Morgins MCM, 1.2.1908 | Monthey–Champéry–Morgins MCM, 1.2.1908 | Monthey–Champéry–Morgins MCM, 1.2.1908 |                                        |                                        | Bex–Gryon–Villars–Chesières BGVC, 12.8.1906 | Bex–Gryon–Villars–Chesières BGVC, 12.8.1906 | Bex–Gryon–Villars–Chesières BGVC, 12.8.1906 | Bex–Gryon–Villars–Chesières BGVC, 12.8.1906 | Bex–Gryon–Villars–Chesières BGVC, 12.8.1906 | Bex–Gryon–Villars–Chesières BGVC, 12.8.1906 |                                   |                                   | Villars–Bretaye VB, 18.12.1913    | Villars–Bretaye VB, 18.12.1913    | Villars–Bretaye VB, 18.12.1913 | Villars–Bretaye VB, 18.12.1913 | Villars–Bretaye VB, 18.12.1913 | Villars–Bretaye VB, 18.12.1913 |  |  |  |  |  |  |  |  |  |  |  |  |  |  |  |  |  |  |  |  |  |  |  |  |
|                           |                           |                           |                           |                                   |                                   |                                   |                                   |                                             |                                             |                                             |                                             |                                              |                                             |                                        |                                        |                                        |                                        |                                        |                                        |                                             |                                             |                                             |                                             |                                             |                                             |                                   |                                   |                                   |                                   |                                |                                |                                |                                |  |  |  |  |  |  |  |  |  |  |  |  |  |  |  |  |  |  |  |  |  |  |  |  |
| Aigle–Leysin AL, 5.5.1900 | Aigle–Leysin AL, 5.5.1900 | Aigle–Leysin AL, 5.5.1900 | Aigle–Leysin AL, 5.5.1900 | Aigle–Leysin AL, 5.5.1900         | Aigle–Leysin AL, 5.5.1900         |                                   |                                   | Aigle–Ollon–Monthey–Champéry AOMC, 1.1.1946 | Aigle–Ollon–Monthey–Champéry AOMC, 1.1.1946 | Aigle–Ollon–Monthey–Champéry AOMC, 1.1.1946 | Aigle–Ollon–Monthey–Champéry AOMC, 1.1.1946 | Aigle–Ollon–Monthey–Champéry AOMC, 1.1.1946  | Aigle–Ollon–Monthey–Champéry AOMC, 1.1.1946 |                                        |                                        | Aigle–Sépey–Diablerets ASD, 22.12.1913 | Aigle–Sépey–Diablerets ASD, 22.12.1913 | Aigle–Sépey–Diablerets ASD, 22.12.1913 | Aigle–Sépey–Diablerets ASD, 22.12.1913 | Aigle–Sépey–Diablerets ASD, 22.12.1913      | Aigle–Sépey–Diablerets ASD, 22.12.1913      |                                             |                                             | Bex–Villars–Bretaye BVB, 1.1.1943           | Bex–Villars–Bretaye BVB, 1.1.1943           | Bex–Villars–Bretaye BVB, 1.1.1943 | Bex–Villars–Bretaye BVB, 1.1.1943 | Bex–Villars–Bretaye BVB, 1.1.1943 | Bex–Villars–Bretaye BVB, 1.1.1943 |                                |                                |                                |                                |  |  |  |  |  |  |  |  |  |  |  |  |  |  |  |  |  |  |  |  |  |  |  |  |
| Aigle–Leysin AL, 5.5.1900 | Aigle–Leysin AL, 5.5.1900 | Aigle–Leysin AL, 5.5.1900 | Aigle–Leysin AL, 5.5.1900 | Aigle–Leysin AL, 5.5.1900         | Aigle–Leysin AL, 5.5.1900         |                                   |                                   | Aigle–Ollon–Monthey–Champéry AOMC, 1.1.1946 | Aigle–Ollon–Monthey–Champéry AOMC, 1.1.1946 | Aigle–Ollon–Monthey–Champéry AOMC, 1.1.1946 | Aigle–Ollon–Monthey–Champéry AOMC, 1.1.1946 | Aigle–Ollon–Monthey–Champéry AOMC, 1.1.1946  | Aigle–Ollon–Monthey–Champéry AOMC, 1.1.1946 |                                        |                                        | Aigle–Sépey–Diablerets ASD, 22.12.1913 | Aigle–Sépey–Diablerets ASD, 22.12.1913 | Aigle–Sépey–Diablerets ASD, 22.12.1913 | Aigle–Sépey–Diablerets ASD, 22.12.1913 | Aigle–Sépey–Diablerets ASD, 22.12.1913      | Aigle–Sépey–Diablerets ASD, 22.12.1913      |                                             |                                             | Bex–Villars–Bretaye BVB, 1.1.1943           | Bex–Villars–Bretaye BVB, 1.1.1943           | Bex–Villars–Bretaye BVB, 1.1.1943 | Bex–Villars–Bretaye BVB, 1.1.1943 | Bex–Villars–Bretaye BVB, 1.1.1943 | Bex–Villars–Bretaye BVB, 1.1.1943 |                                |                                |                                |                                |  |  |  |  |  |  |  |  |  |  |  |  |  |  |  |  |  |  |  |  |  |  |  |  |
|                           |                           |                           |                           |                                   |                                   |                                   |                                   |                                             |                                             |                                             |                                             |                                              |                                             |                                        |                                        |                                        |                                        |                                        |                                        |                                             |                                             |                                             |                                             |                                             |                                             |                                   |                                   |                                   |                                   |                                |                                |                                |                                |  |  |  |  |  |  |  |  |  |  |  |  |  |  |  |  |  |  |  |  |  |  |  |  |
|                           |                           |                           |                           |                                   |                                   |                                   |                                   |                                             |                                             |                                             |                                             | Transports Publics du Chablais TPC, 1.1.1999 |                                             |                                        |                                        |                                        |                                        |                                        |                                        |                                             |                                             |                                             |                                             |                                             |                                             |                                   |                                   |                                   |                                   |                                |                                |                                |                                |  |  |  |  |  |  |  |  |  |  |  |  |  |  |  |  |  |  |  |  |  |  |  |  |

Die AL, die ASD und die BVB bildeten bereits im Vorfeld der Fusion ab 1975 eine Betriebsgemeinschaft, zu der 1977 auch die Aigle-Ollon-Monthey-Champéry-Bahn beitrat.
Die vier zu den Transports Publics du Chablais zusammengeschlossenen Bahnen hatten nebst der Meterspur kaum technische Gemeinsamkeiten. Die TPC waren bestrebt, Lichtraumprofil, Fahrleitungsspannung und Zahnstangen-Bauart zu vereinheitlichen, was aber wegen der hohen Kosten nur langfristig möglich war.
Die Gemeinden der durchfahrenen Täler waren stark mit dem althergebrachten Erscheinungsbild ihrer Züge verbunden. Deshalb wurden zunächst die Farben der Vorgängerbahnen bei den Fahrzeuganstrichen beibehalten. Diese waren für die AL braun/crème, die AOMC rot/crème, die ASD hellblau/crème und die BVB rot. Anlässlich des zehnjährigen Jubiläums der TPC im Jahre 2009 wurde dann das neue in verschiedenen Grüntönen gehaltene, durch eine Studentin der Ecole Cantonale d’art de Lausanne entworfene Erscheinungsbild präsentiert. Bei der Auftragsvergabe war die einzige Anforderung, dass dieses die jahrzehntelang gültigen Grundfarben der Vorgängergesellschaften nicht beinhalten durfte.

## Von den TPC beschafftes Rollmaterial
| Namen der Beh 2/6 | Namen der Beh 2/6 |
| Nr.               | Name              |
| ----------------- | ----------------- |
| 541               | Cime de l'Est     |
| 542               | La Forteresse     |
| 543               | La Cathédrale     |
| 544               | L'Éperon          |
| 545               | La Dent Jaune     |
| 546               | Les Doigts        |
| 547               | La Haute Cime     |

| Wappen der Beh 4/8 | Wappen der Beh 4/8 |
| Nr.                | Name               |
| ------------------ | ------------------ |
| 91                 | Bretaye            |
| 92                 | Barboleuse         |
| 93                 | Tuttlingen         |

2000/01 nahmen die TPC 5 Zahnradtriebwagen Beh 4/8 in Betrieb. Die drei Triebwagen 91–93 waren für die BVB bestimmt, die beiden Beh 4/8 591–592 für die AOMC. Grundsätzlich handelt es sich um die gleichen Fahrzeuge. Sie unterscheiden sich beim Zahnradsystem, in der Fahrleitungsspannung und bei den Bremsen wegen der grösseren Steigung der BVB. Der Wagenkasten der AOMC-Züge ist um 1650 Millimeter länger als der der BVB, was einem Fahrgastabteil von acht Plätzen entspricht.
Im Rahmen der Umstellung auf eine einheitliche Fahrleitungsspannung von 1500 Volt beschafften die TPC sieben Beh 2/6 541–547. Die 2016 in Dienst gestellten Zahnrad-GTW verfügen über 109 Sitzplätze und bewältigen auf der Strecke der AOMC den grössten Teil des Verkehrs, sind aber auch auf der ASD einsetzbar. Mit den sieben GTW erhielten die TPC erstmals Niederflurfahrzeuge.
Sie verfügen über kein Erstklassabteil, sind aber bezüglich Sitz- und Fensterteiler für eine spätere Umrüstung vorbereitet. Der Zahnradantrieb befindet sich im mittigen Antriebsmodul, was Lärm und Vibrationen in den beiden Endwagen vermindert.
Für den Streckenunterhalt lieferte Stadler im Jahr 2016 drei Zweikraftlokomotiven HGem 2/2 941–943. Die zweiachsigen Fahrzeuge mit Adhäsions- und Zahnradantrieb haben unter der Fahrleitung eine Leistung von 800 Kilowatt, im Dieselbetrieb sind es noch 400 Kilowatt.
Zur weiteren Modernisierung des Rollmaterials und zur Erfüllung des Behindertengleichstellungsgesetz schrieben die TPC im Jahr 2019 13 Doppeltriebwagen und 13 Steuerwagen aus. Dabei wurde bei den Triebwagen eine Version mit gemischtem Adhäsions- und Zahnradbetrieb und eine für reinen Adhäsionsbetrieb verlangt.
Seit Anfang 2024 wurden drei neue Triebzüge ABe 4/8 471–473 von Stadler Rail für die Strecke Aigle–Les Diablerets ausgeliefert. Die Nummer 473 hat eine Werbefolierung des Skigebiets Glacier 3000 erhalten.
Für 2028 ist die Auslieferung von 13 dreiteiligen Triebzügen von Stadler mit Adhäsions- und Zahnradantrieb vorgesehen. Sie sollen auf den Strecken Aigle–Leysin und Bex–Villars–Bretaye eingesetzt werden.

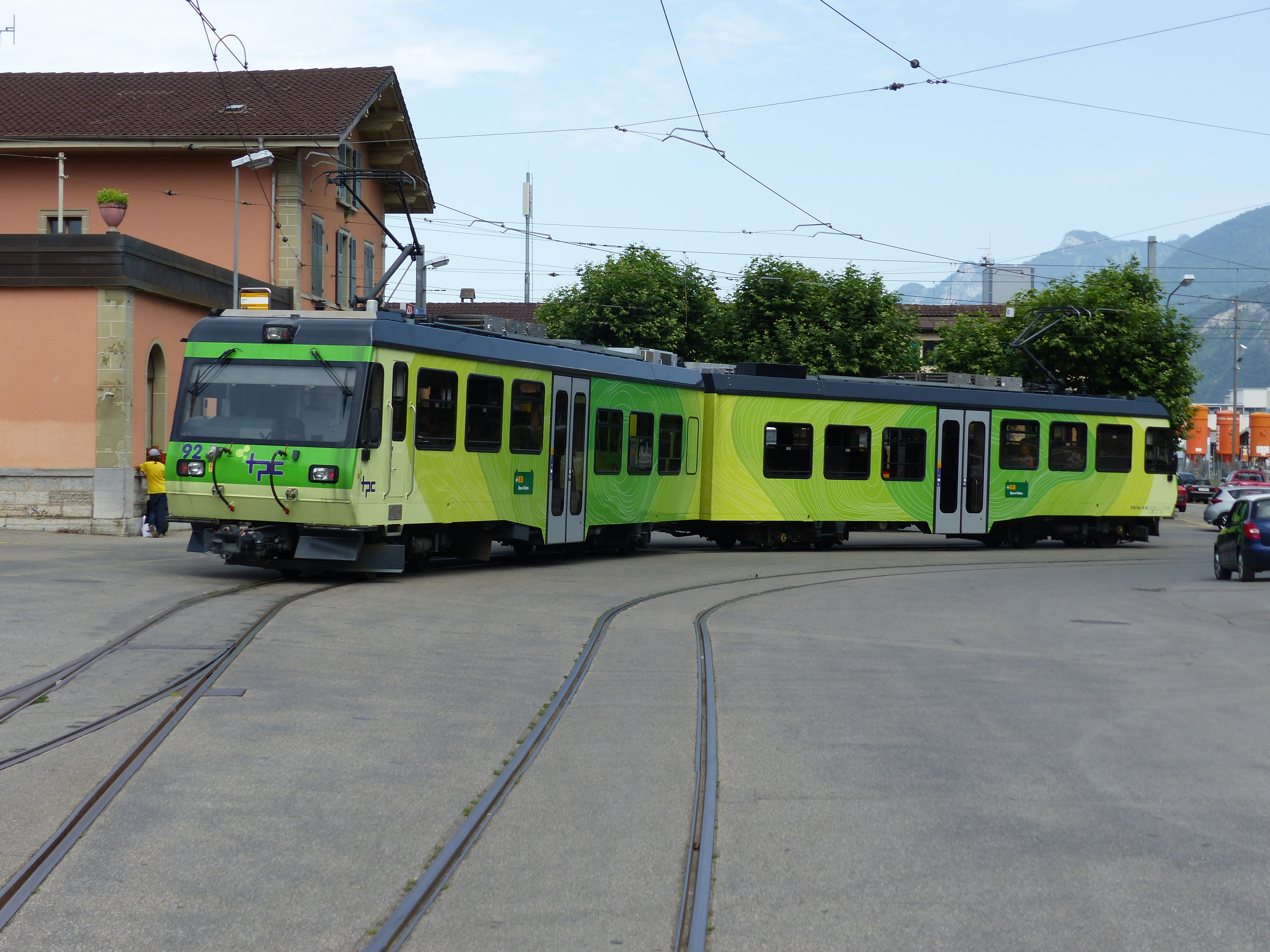
Beh 4/8 92 vor dem Bahnhof Bex
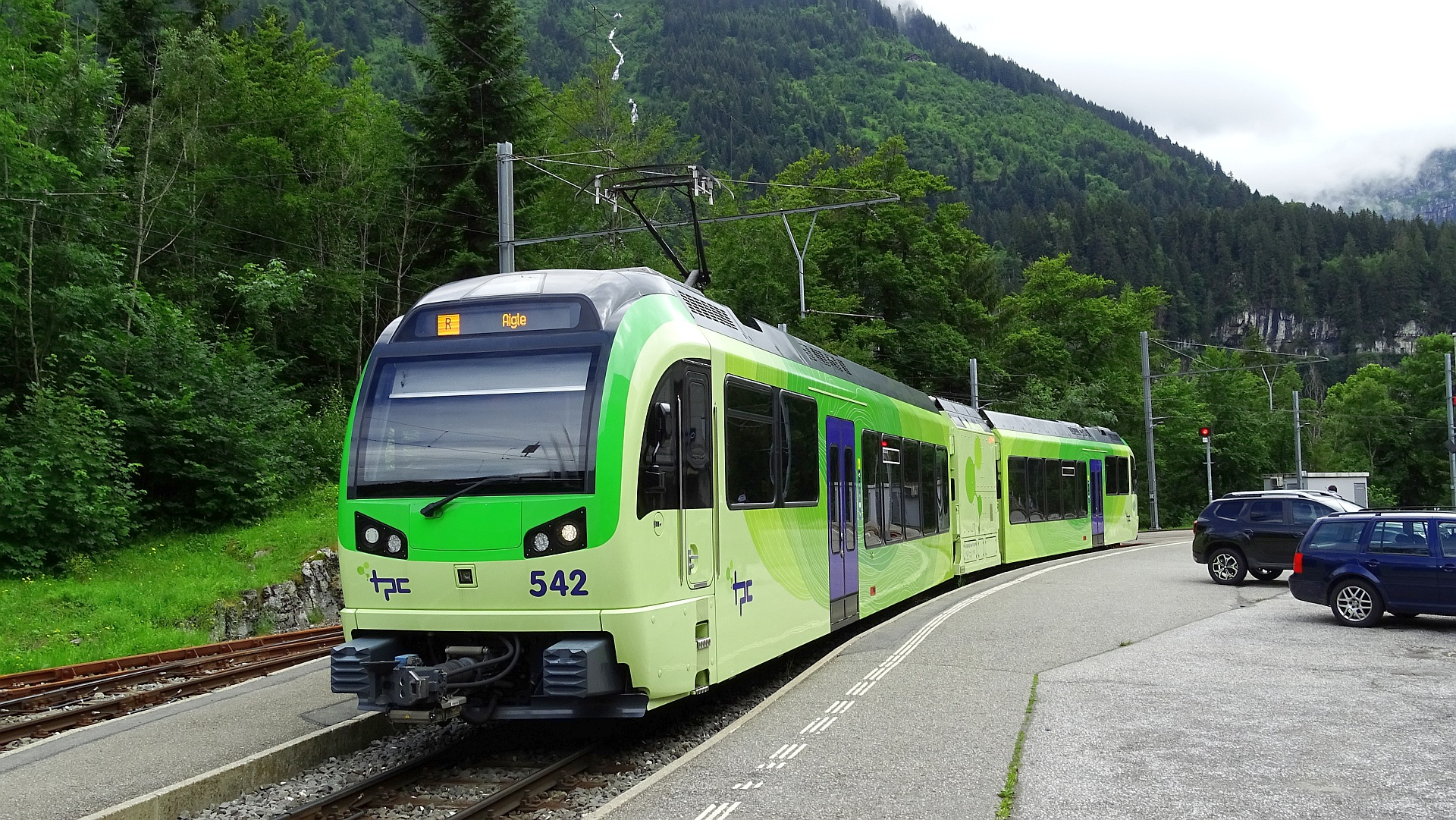
Beh 2/6 542 in Champéry
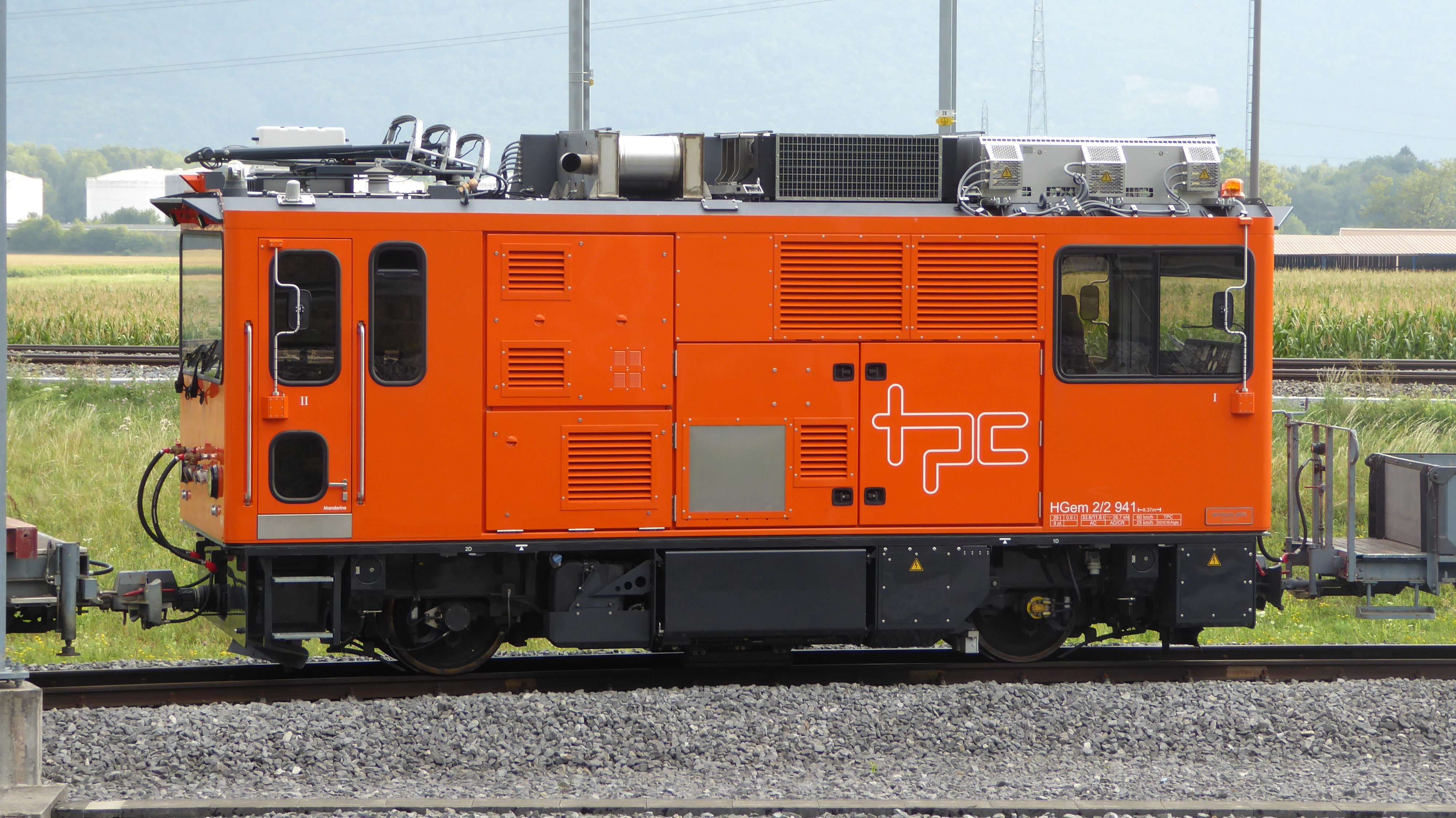
Zweikraftlokomotive HGem 2/2 941
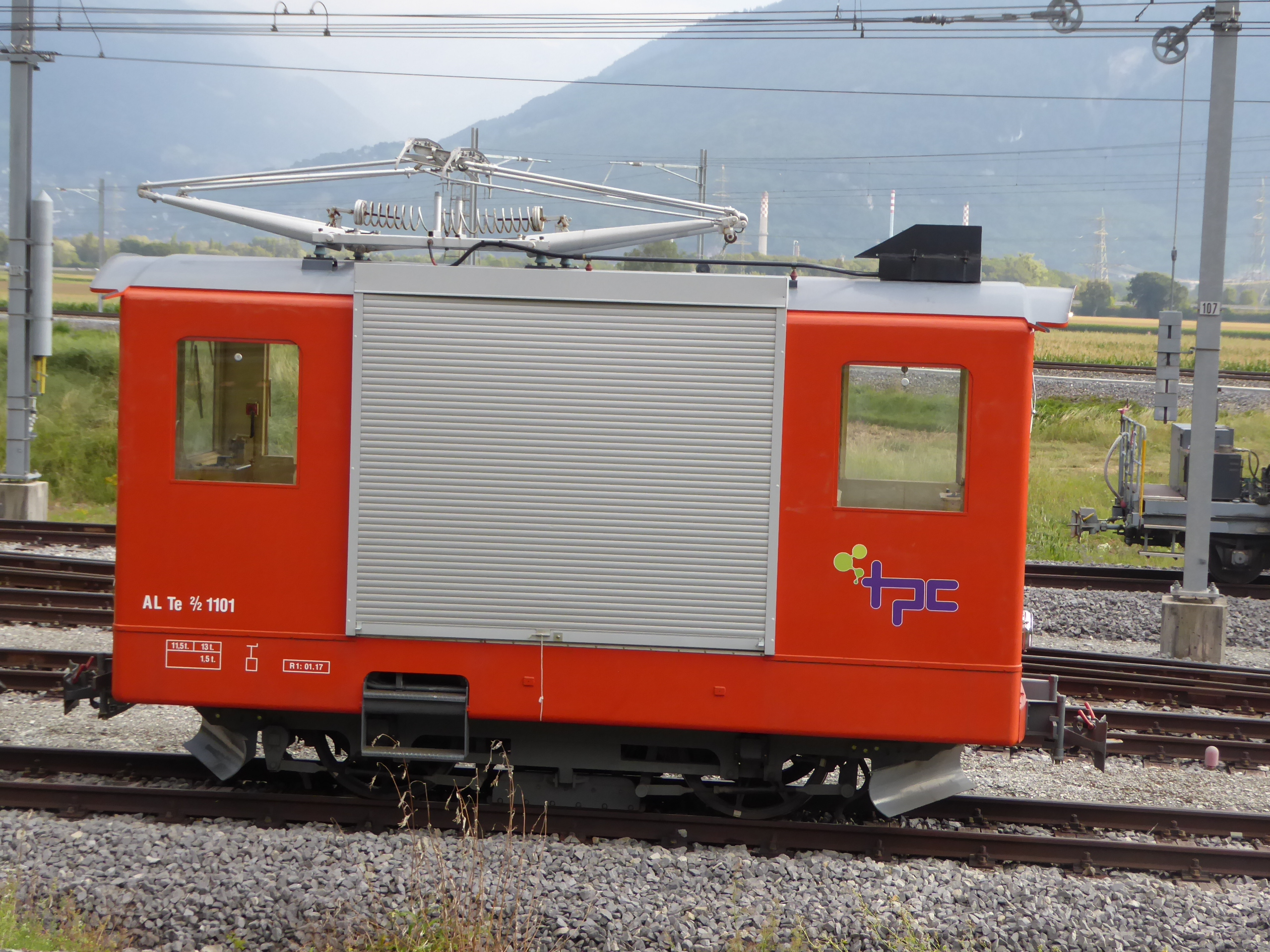
Te 2/2 1101, 2006/07 von den TPC aus dem Te 2/2 101 der AL umgebaut

## Busbetriebe
Nebst den vier Bahnstrecken betreiben die Transports Publics du Chablais auch diverse Buslinien, welche bereits vor der Fusion von der Bex-Villars-Bretaye-Bahn und der Aigle-Ollon-Monthey-Champéry-Bahn geführt wurden. Knotenpunkte im Netz sind Villars-sur-Ollon mit Linien nach Diablarets, Aigle und Solalex sowie Monthey (mit Linien nach Cerniers, Chenarlier und Troistorrents–Morgins). Die beiden Linien von Val-d’Illiez nach Les Crosets und Champoussin werden zwar durch einen Subunternehmer bedient, die Konzession liegt aber auch bei den TPC. Im Auftrag der SBB wird der Regionalbus zwischen Aigle und Villeneuve gefahren und für die Stadt Aigle eine Stadtbuslinie betrieben.
Nebst den eigenen Buslinien sind die Transports Publics du Chablais Postautohalter für Linien ab Aigle, Ollon, Sépey, St-Maurice und Bex und betreiben Bahnersatzkurse.